# Plattelandsvlucht

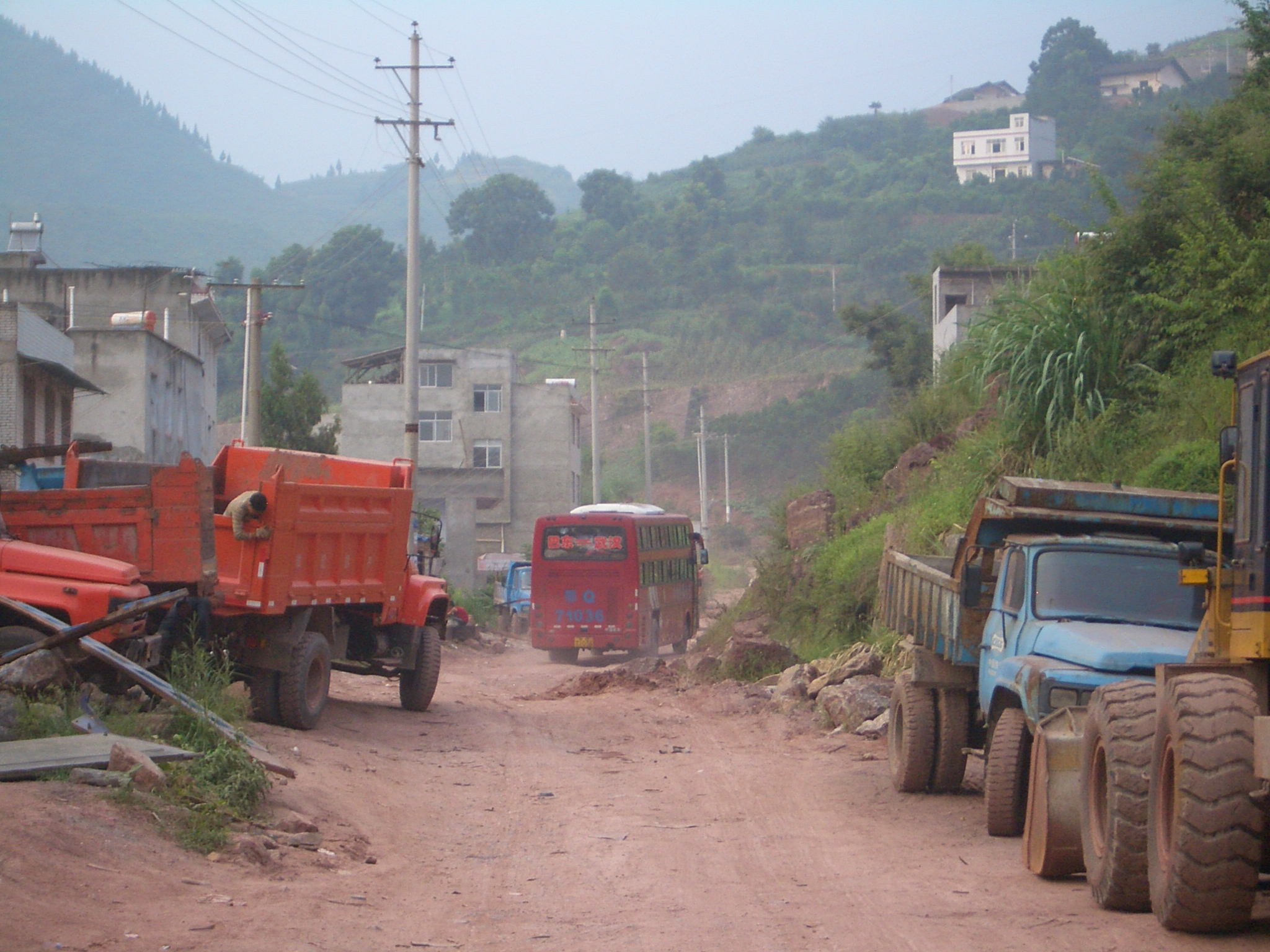
Plattelandsbewoners vertrekken met de bus uit Badong in het landelijke westen van de Chinese provincie Hubei naar de hoofdstad Wuhan

Plattelandsvlucht is een patroon van menselijke migratie waarbij een deel van de bevolking zich verplaatst van het platteland naar de stad. In de hedendaagse geschiedenis volgt het vaak op een golf van industrialisatie in de landbouw, waardoor minder arbeidskrachten nodig zijn, of op de afname aan diensten die daar het gevolg van is. Verstedelijking hangt vaak samen met migratie van het platteland naar de steden, maar wordt niet altijd gedreven door plattelandsvlucht. Als het patroon eenzijdig is en evenmin gecompenseerd wordt door natuurlijke bevolkingsgroei, leidt het tot plaatselijke vergrijzing en bevolkingsdaling.
Het omgekeerde is stadsvlucht.
Historische voorbeelden zijn de plattelandsvlucht in Groot-Brittannië na de privatisering van gemene gronden (enclosure) vanaf de 18e eeuw, de Landflucht eind 19e eeuw in Duitsland, en de ontvolking van de Great Plains van Noord-Amerika tijdens de Dust Bowl en de crisis van de jaren 1930.